# Неперов логарифм

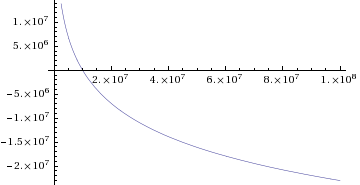
График неперова логарифма для значений аргумента от 0 до 10^{8}

Под неперовым логарифмом (англ. Napierian (Naperian) logarithm), как правило, понимают натуральный логарифм. Сам Джон Непер, имя которого носит функция, описал функцию, не совпадающую с современным натуральным логарифмом (см. ниже). Поэтому под неперовым логарифмом могут понимать и ту функцию, которую он использовал:
{\displaystyle \mathrm {NapLog} (x)={\frac {\log {\frac {10^{7}}{x}}}{\log {\frac {10^{7}}{10^{7}-1}}}}.}
Это частное от деления логарифмов, поэтому выбор основания не принципиален. Согласно современному пониманию, это выражение не является  логарифмом. Однако его можно переписать следующим образом:
{\displaystyle \mathrm {NapLog} (x)=\log _{\frac {10^{7}}{10^{7}-1}}10^{7}-\log _{\frac {10^{7}}{10^{7}-1}}x}
что есть линейная функция конкретного логарифма. Она обладает многими свойствами логарифма в его современном понимании, например:
{\displaystyle \mathrm {NapLog} (xy)=\mathrm {NapLog} (x)+\mathrm {NapLog} (y)-161180950}

## Свойства
Неперов логарифм связан с натуральным:
{\displaystyle \mathrm {NapLog} (x)\approx 9999999.5(16.11809565-\ln x)}
Также он связан с десятичным логарифмом:
{\displaystyle \mathrm {NapLog} (x)\approx 23025850(7-\log _{10}x).}
При этом
{\displaystyle 16.11809565\approx 7\ln \left(10\right)}
и
{\displaystyle 23025850\approx 10^{7}\ln(10).}